# Niedrzwica Duża (gromada)
Niedrzwica Duża – dawna gromada, czyli najmniejsza jednostka podziału terytorialnego Polskiej Rzeczypospolitej Ludowej w latach 1954–1972.
Gromady, z gromadzkimi radami narodowymi (GRN) jako organami władzy najniższego stopnia na wsi, funkcjonowały od reformy reorganizującej administrację wiejską przeprowadzonej jesienią 1954 do momentu ich zniesienia z dniem 1 stycznia 1973, tym samym wypierając organizację gminną w latach 1954–1972.
Gromadę Niedrzwica Duża z siedzibą GRN w Niedrzwicy Dużej utworzono – jako jedną z 8759 gromad na obszarze Polski – w powiecie lubelskim w woj. lubelskim na mocy uchwały nr 12 WRN w Lublinie z dnia 5 października 1954. W skład jednostki weszły obszary dotychczasowych gromad Niedrzwica Duża, Marianka, Tomaszówka, Warszawska Kolonia i Krebsówka ze zniesionej gminy Niedrzwica, obszar dotychczasowej gromady Czółna ze zniesionej gminy Bełżyce oraz południowa część obszaru dotychczasowej gromady Osmolice kol. (granica przebiega drogą Majdan Krężnicki-Osmolice) ze zniesionej gminy Piotrowice w tymże powiecie. Dla gromady ustalono 27 członków gromadzkiej rady narodowej.
1 stycznia 1956 gromada weszła w skład nowo utworzonego powiatu bełżyckiego w tymże województwie.
Gromada przetrwała do końca 1972 roku, czyli do kolejnej reformy gminnej. 1 stycznia 1973 w powiecie bełżyckim utworzono gminę Niedrzwica Duża (do 1954 istniała gmina Niedrzwica) (od 1999 gmina Niedrzwica Duża znajduje się – jak dawniej – w powiecie lubelskim w woj. lubelskim).